# Disonycha glabrata
Disonycha glabrata är en skalbaggsart som först beskrevs av Fabricius 1775.  Disonycha glabrata ingår i släktet Disonycha och familjen bladbaggar. Inga underarter finns listade i Catalogue of Life.